# Daskalovo
Daskalovo (Bulgaars: Даскалово) is een dorp in Bulgarije. Zij is gelegen in de gemeente Tsjernootsjene in de oblast Kardzjali. Het dorp ligt 17 km ten noorden van Kardzjali en 190 km ten zuidoosten van de hoofdstad Sofia.

## Bevolking
In de eerste volkstelling van 1934 registreerde het dorp 351 inwoners. Dit aantal groeide tot een officiële hoogtepunt van 532 inwoners in 1985. Vanaf dat moment is het inwonersaantal afgenomen. Op 31 december 2019 telde het dorp 336 inwoners.
Alle 361 inwoners reageerden op de optionele volkstelling van 2011 en identificeerden zichzelf als Bulgaarse Turken (100%).
Van de 361 inwoners in februari 2011 werden geteld, waren er 50 jonger dan 15 jaar oud (13,9%), gevolgd door 250 personen tussen de 15-64 jaar oud (69,3%) en 61 personen van 65 jaar of ouder (16,9%).